# Elizabeth Baur
Elizabeth Baur (Los Angeles, 1º dicembre 1947 – Los Angeles, 30 settembre 2017) è stata un'attrice statunitense.

## Filmografia

### Cinema
- Lo strangolatore di Boston (The Boston Strangler), regia di Richard Fleischer (1968)

### Televisione
- Batman – serie TV, 1 episodio (1968)
- Insight – serie TV, 1 episodio (1969)
- Daniel Boone – serie TV, 1 episodio (1970)
- Lancer – serie TV, 51 episodi (1969-1970)
- Giovani ribelli (The Young Rebels) – serie TV, 1 episodio (1970)
- Room 222 – serie TV, 1 episodio (1971)
- La tata e il professore (Nanny and the Professor) – serie TV, 1 episodio (1971)
- I nuovi medici (The Bold Ones: The New Doctors) – serie TV, 1 episodio (1972)
- Squadra emergenza (Emergency!) – serie TV, 1 episodio (1972)
- S.W.A.T. – serie TV, 1 episodio (1975)
- Ironside – serie TV, 89 episodi (1971-1975)
- ABC Weekend Specials – serie TV, 1 episodio (1977)
- Pepper Anderson agente speciale (Police Woman) – serie TV, 1 episodio (1978)
- Fantasilandia (Fantasy Island) – serie TV, 1 episodio (1981)
- Mai dire sì (Remington Steele) – serie TV, 1 episodio (1984)
- Il ritorno di Ironside (The Return of Ironside) – film TV (1993)